# Georg Maas (Regisseur)
Georg Maas (* 18. September 1960 in Aachen) ist ein deutscher freischaffender Drehbuchautor und Regisseur.

## Leben
Georg Maas absolvierte 1979 sein Abitur und machte dann eine Lehre als Zimmermann, die er 1982 mit dem Gesellenbrief abschloss. Anschließend arbeitete er bis 1984 mit arbeitslosen Jugendlichen. Von 1984 bis 1991 studierte er an der Deutschen Film- und Fernsehakademie Berlin (dffb). 1994 belegte er die Regie-Masterclass der Europäischen Filmakademie (EFA) bei István Szabó und Tilda Swinton sowie bei Krzysztof Kieślowski. 1997 war er Mitbegründer des Schauspieler-Regisseure-Autoren-Labors (S.R.A.L.) in Berlin. Im Jahr 2000 absolvierte er die Regie-Masterclass der EFA bei Wojciech Marczewski, 2003 das Stoffentwicklungsprogramm Step by Step der Master School Drehbuch und 2006 die EKRAN Masterclass an der Andrzej Wajda Master School of Film Directing in Warschau.
Er dreht Spiel- und Dokumentarfilme, die meist auf eigenen Drehbüchern basieren. Außerdem realisiert er Videoclips, Videoinstallationen und Industriefilme und ist darüber hinaus in den Bereichen Dramaturgie und Schnitt tätig.
Georg Maas lebt in Berlin.

## Filmografie (Auswahl)
- Ein normales Leben. Auf dem Weg zur Arbeit – Buch, Regie und Schnitt, Kurzspielfilm mit Frank Behnke, Deutsche Film- und Fernsehakademie Berlin (dffb), 1986, Länge: 14 Minuten
- 10 ¾ Zoll. Bau – Arbeit – Regie, Kamera und Schnitt, computergesteuerte Bild- und Tonkomposition, dffb, 1986, Länge: 4 Minuten
- Die Sonne kommt. Heimweg und das, was man Feierabend nennt – Buch, Kamera, Regie, Trickarbeiten und Schnitt, experimenteller Spielfilm mit Klaus Beyer, dffb, 1988, Länge: 22 Minuten
- Atemnot – Regie; Buch zusammen mit Thomas von Bennigsen, Spielfilm mit Matthias Haase, Christiane Krüger und Adolf Laimböck, 1991 (Abschlussarbeit an der dffb), Fernsehausstrahlung in der ZDF-Sendereihe Das kleine Fernsehspiel
- Videoinstallation 10 3/4 Zoll x 96 – Kamera, Schnitt und grafisches Konzept, Videoinstallation auf der Photokina in Köln, 1986
- What can I do? – Buch und Regie, Musikvideo, 1993, Musikclip für die Ost-Berliner Punkband Die Skeptiker, ausgestrahlt auf MTV
- Über den Abgrund zwischen Schritten. Folter und ihre Folgen – Buch, Produktion und Regie, Dokumentarfilm, 1993, Länge: 30 Minuten, Fernsehausstrahlung auf RTL und SAT.1
- Das andere Universum des Klaus Beyer – Buch, Produktion und Kamera; Regie und Schnitt zusammen mit Frank Behnke, Dokumentarfilm, 1994, Länge: 30 Minuten, Fernsehausstrahlung auf RTL und SAT.1
- Abgehauen. Wenn Kinder von zuhause fliehen – Buch, Regie und Schnitt, Dokumentarfilm, 1995, Länge: 30 Minuten, Fernsehausstrahlung in der WDR-Sendereihe Hilferufe
- PfadFinder – Regie; Buch zusammen mit Thomas von Bennigsen, Dokumentarfilm, 1998, Länge: 100 Minuten, Fernsehausstrahlung in der ZDF-Sendereihe Das kleine Fernsehspiel
- NeuFundLand – Regie; Buch zusammen mit Christoph Tölle, Kinofilm mit Jochen Nickel, Anna Loos, Axel Prahl und Juliane Köhler, 2003
- The Real World of Peter Gabriel – Buch und Regie zusammen mit Dieter Zeppenfeld, Dokumentarfilm, 2009, Länge: 52 Minuten, Fernsehausstrahlung auf arte im August 2009
- The Buddha Wallah – Kamera, Buch und Regie zusammen mit Dieter Zeppenfeld, Dokumentarfilm, 2010, Länge: 90 Minuten
- Zwei Leben - Drehbuch (zusammen mit Christoph Tölle, Stale Stein Berg, Judith Kaufmann) und Regie, Kinofilm mit Juliane Köhler, Liv Ullmann, Sven Nordin, Julia Bache-Wiig, Ken Duken, 2012, Länge 98 Minuten. 2013 zum deutschen Kandidat für eine Oscar-Nominierung in der Kategorie Bester fremdsprachiger Film gewählt.[1]
- Die Herrlichkeit des Lebens - Buch von Michael Kumpfmüller mit Sabin Tambrea und Henriette Confurius, 2023.[2]

## Auszeichnungen
Preise
- 1986: Preis der Jury auf dem Internationalen Film Festival Offensiva in Wrocław, Polen, für 10 ¾ Zoll
- 1990: Zweiter Preis auf dem Aachener Filmtagen für die Trilogie über Arbeit und Alltag
- 1995: Special Mention of the Jury auf dem Internationalen Filmfestival Brüssel für Das andere Universum des Klaus Beyer
- 1996: Team-Work-Award des Festivals Stuttgarter Filmwinter für Das andere Universum des Klaus Beyer
- 2003: Geneva Grand Prize 2003 für das beste Drehbuch für „NeuFundLand“
- 2004: Publikumspreis auf dem Filmfestival Internationales Filmwochenende Würzburg für NeuFundLand
- 2012: Goldener Biber der Biberacher Filmfestspiele für den besten Spielfilm für Zwei Leben
- 2013: Zuschauerpreis bester Nachwuchsregisseur Int. Filmfest Emden für Spielfilm Zwei Leben
- 2013: Zuschauerpreis bester Film beim Audi Festival of German films Australia für Zwei Leben

Nominierungen
- 2003: „NeuFundLand“: nominiert für den Bernhard-Wicki-Preis auf dem Internationalen Filmfest Emden-Norderney
- 2010: „The Real World of Peter Gabriel“: nominiert für den Banff World Television Award und für die Global Television Festival Rose d’Or